# Norwood Green
Norwood Green – dzielnica Londynu, w Wielkim Londynie, leżąca w gminie Ealing. W 2011 roku dzielnica liczyła 14 032 mieszkańców.